# De la Chapelle Frères et Compagnie

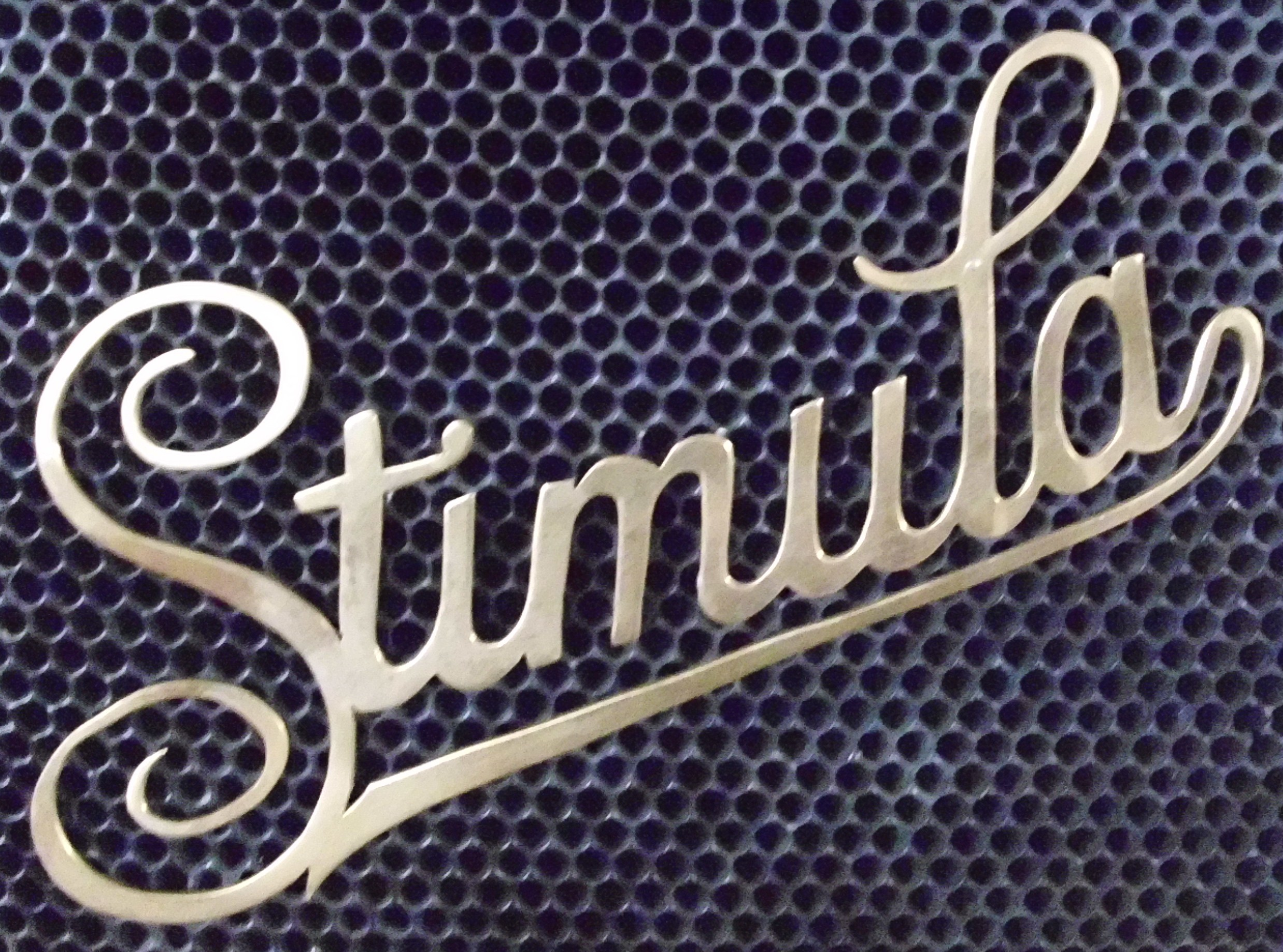
Schriftzug auf dem Kühlergrill

De la Chapelle Frères et Compagnie war ein französischer Hersteller von Fahrrädern, Motorrädern und Automobilen.

## Unternehmensgeschichte
Die Brüder Guy und Charles De la Chapelle gründeten 1900 in Cormatin das Unternehmen zur Fahrradproduktion. 1901 begann die Produktion von Motorrädern. 1907 zog das Unternehmen nach Saint-Chamond um und nahm die Produktion von Automobilen auf. Der Markenname lautete Stimula. 1914 endete die Fahrzeugproduktion. Insgesamt entstanden etwa 1000 Automobile. Das Unternehmen existierte bis 1920.
Ein Nachkomme der Firmeninhaber gründete in den 1970er Jahren am gleichen Ort das neue Unternehmen De La Chapelle zur Automobilproduktion.

## Fahrzeuge

### Motorräder
Im Oktober 1901 nahmen vier Chapelle Motocyclettesam Motorradrennen Critérium des Motocyclettes über 100 km im Pariser Parc-des-Princes teil, dabei wurde Cissac Erster in seiner Klasse. Der Motorleistung seiner Motocyclette wurde mit 3 PS angegeben, das Gesamtgewicht betrug 63,8 kg.

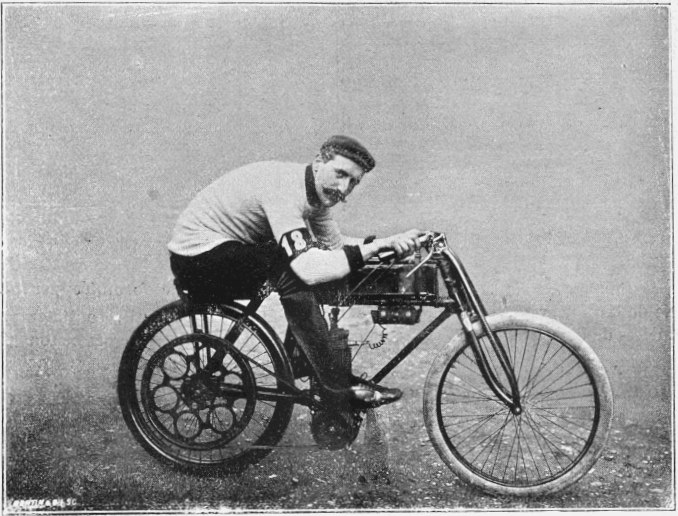
Cissac auf Chapelle Motocyclette 3 HP (1901 Critérium des motocyclettes, no.18)

### Automobile
Das erste Modell 8 CV besaß einen Einzylindermotor, der wahrscheinlich von De Dion-Bouton kam. Außerdem gab es die Vierzylindermodelle 8 CV bzw. 10/12 CV mit 1726 cm³ mit 65 mm Bohrung und 130 mm Hub, 12 CV mit 2120 cm³ mit 75 mm Bohrung und 120 mm Hub bzw.16/20 CV mit 2815 cm³ Hubraum mit 80 mm Bohrung und 140 mm Hub. Einige Fahrzeuge hatten die Bezeichnung De la Chapelle statt Stimula am Kühler.
Ein Fahrzeug dieses Herstellers ist im Oldtimermuseum Koller Heldenberg in Heldenberg zu besichtigen.

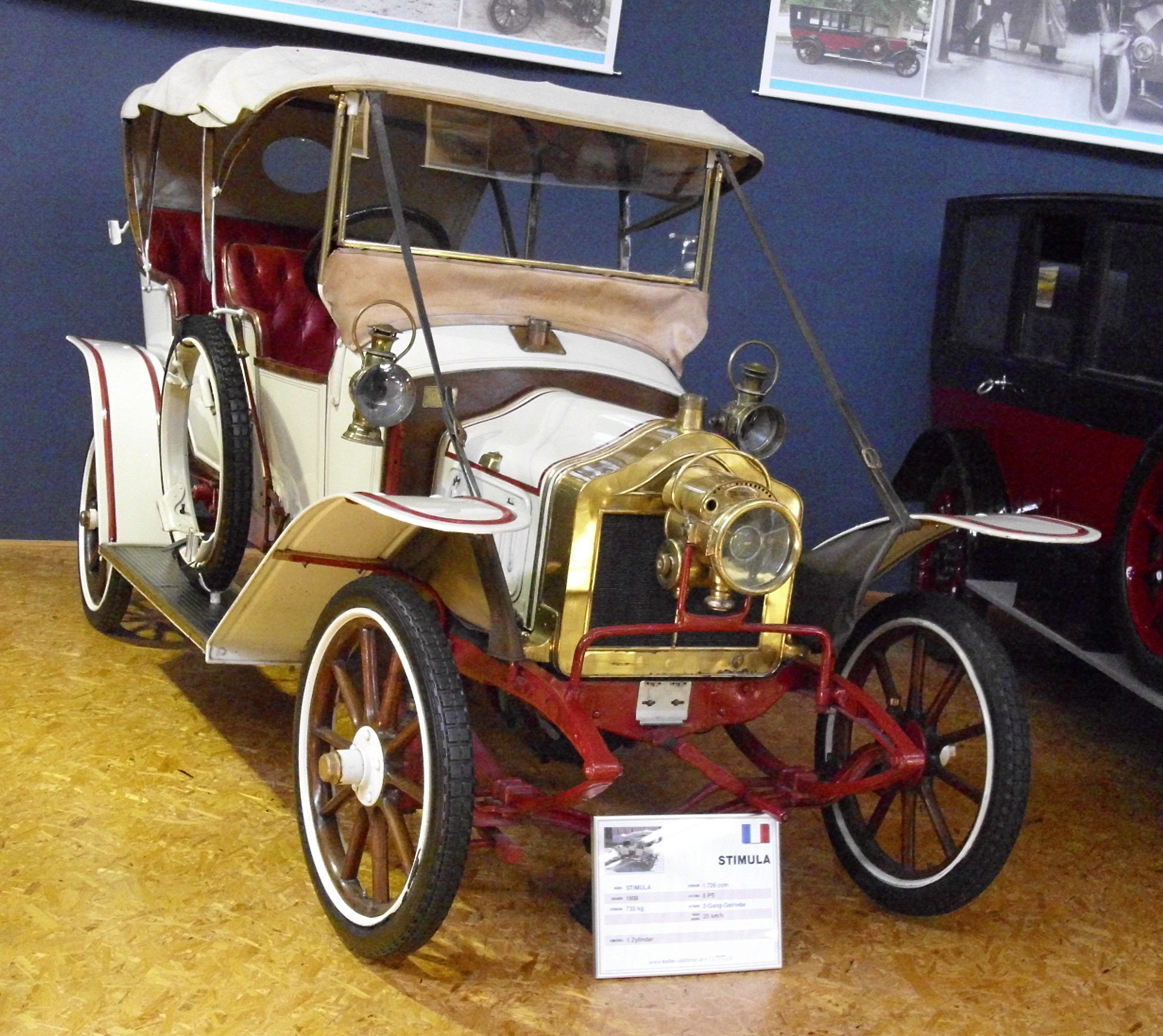
Stimula von 1908
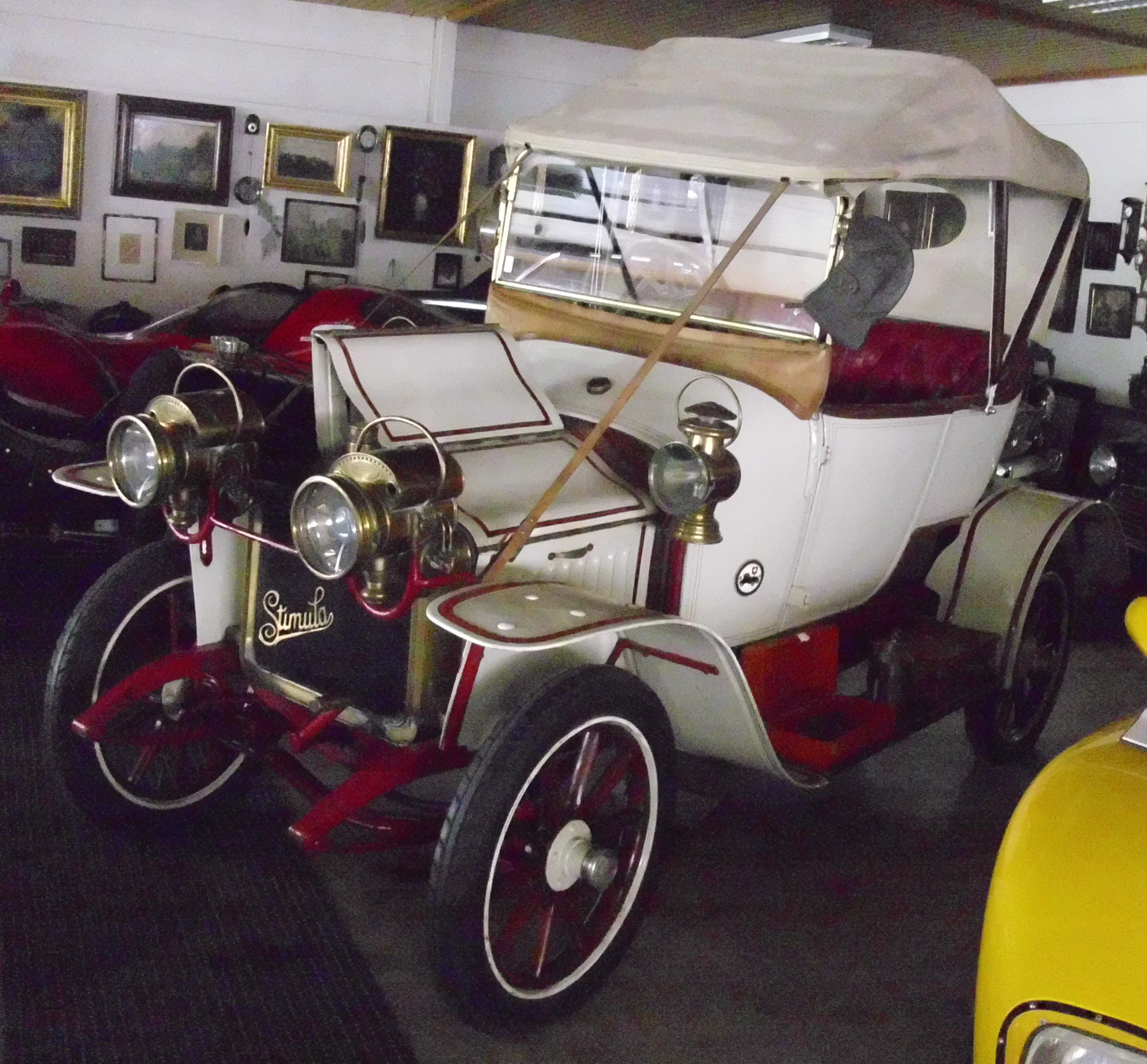
Stimula von 1912